# Umberto Roberto
Umberto Roberto (Roma, 7 ottobre 1969) è uno storico italiano.

## Biografia
Laureatosi all'Università degli Studi di Roma "La Sapienza" (1995) è stato borsista dell'Istituto italiano per gli studi storici (1996). Dopo il conseguimento del dottorato di ricerca presso l'Università di Macerata (2000), è stato borsista della Alexander-von-Humboldt-Stiftung (2002) e poi ricercatore presso la Friedrich-Schiller-Universität di Jena (Germania), dal 2002 al 2006. Tornato in Italia attraverso il programma del "rientro dei cervelli" ha insegnato storia romana all'Università di Roma La Sapienza (2006-2008) e all'Università della Basilicata (2008). Dal novembre 2008 ha ricoperto il ruolo di professore associato (2009-2016) e poi ordinario (2016-2020) presso l'Università Europea di Roma. A partire dal settembre 2020 è professore ordinario di storia romana presso il Dipartimento di Studi umanistici dell'Università degli Studi di Napoli "Federico II". 
Il 27 marzo del 2024 è stato nominato direttore dell'Istituto italiano per la Storia antica.
Dal 27 marzo del 2024 è membro della Giunta storica nazionale.
Socio corrispondente dell'Accademia Pontaniana di Napoli dal 2021 e socio ordinario non residente dal 2024.
Accademico Ambrosiano, Classe di Studi ambrosiani (dal 2022).
Corrispondente scientifico dell'Istituto di Studi romani (dal 2023).
Ha ricoperto il ruolo di Presidente della Consulta universitaria della Storia greca e romana (CUSGR) dall'aprile 2023 al giugno 2024.
È stato professore ospite dell'l’Institut für Altertumskunde der Universität zu Köln, Germania, nel luglio-agosto 2012.
È stato professore ospite presso il Forschungsprojekt: Kleine und Fragmentarische Historiker der Spätantike (KFHist), Heinrich-Heine-Universität Düsseldorf/Nordrhein-Westfälische Akademie der Wissenschaften und der Künste, Germania, luglio-settembre 2017.
Svolge un'intensa attività di divulgazione e promozione della storia antica e tardoantica nelle scuole e in diversi ambiti di divulgazione scientifica.
È stato coordinatore del comitato scientifico della mostra “Roma e i barbari, III-VII sec. d.C.”, Palazzo Grassi, Venezia (26 gennaio – 20 luglio 2008) e curatore del catalogo (U. Roberto – Y. Rivière (a cura di), Roma e i barbari, Catalogo della Mostra di Palazzo Grassi, Milano 2008).
Ha partecipato come ospite esperto a numerose trasmissioni televisive per le serie "Passato e Presente"  e "5000 anni e +" (RAI Storia). 
È intervenuto anche in trasmissioni radiofoniche di approfondimento della Radio televisione della Svizzera italiana (Geronimo, 26 novembre 2018; Laser-le grandi date, 22 marzo 2021).
Ha partecipato alle manifestazioni: Luce sull'Archeologia, VII edizione (2021) e VIII edizione (2022), presso il Teatro Argentina di Roma.
Ha pubblicato la monografia di Archeo: Roma barbarica. Stranieri nel cuore dell’impero (Roma 2021)

## Principali campi di ricerca
È autore di monografie e numerosi articoli sulla storia romana di età imperiale e tardoantica e sulla storia della storiografia sul mondo romano. Tra i principali campi di ricerca: 
- il rapporto tra impero romano e mondo barbarico, dall'età del principato (Il Nemico indomabile: Roma contro i Germani, Roma-Bari 2018) fino all'epoca tardoantica (Roma Capta: il sacco della città dai Galli ai Lanzichenecchi, Roma-Bari 2012). Ha dedicato numerosi studi ai processi di integrazione delle aristocrazie barbariche all'interno della società romana tardoantica.
- Studi e ricerche sulla storiografia antica, tardoantica e bizantina. Oltre a numerosi contributi su Tacito, Eutropio, Olimpiodoro, Prisco, Candido Isaurico, Giovanni Malala, Procopio, Giorgio Cedreno, nel 2005 ha pubblicato l'edizione critica con traduzione dei frammenti dello storico Giovanni di Antiochia, attivo a Costantinopoli all'inizio del VII secolo (Berlin-New York 2005); 
- il regno di Diocleziano e il rinnovamento dell'impero attraverso la fase della tetrarchia e, poi, delle riforme di Costantino. 
- Storiografia, politica e cristianesimo nell'età dei Severi, con particolare riferimento all'opera storica di Giulio Africano. Insieme a Martin Wallraff e William Adler, ha pubblicato nel 2007 l'edizione critica dei frammenti delle Chronographiae di Giulio Africano (Berlin-New York 2007). 
- Storia dell'impero romano d'Occidente e d'Oriente durante il V secolo, con particolare riferimento agli imperatori degli ultimi decenni dell'impero romano d'Occidente (Valentiniano III, Antemio, Giulio Nepote) (tra le altre pubblicazioni, le curatele: U. Roberto – L. Mecella, Governare e riformare l’impero al momento della sua divisione: Oriente, Occidente, Illirico, Publications de l’École française de Rome, Roma 2015; T. Stickler – U. Roberto (Hrsg.), Das Weströmische Reich und seine Erforschung. Neue Perspektiven, Kohlhammer, Stuttgart 2023). 
- Storia della storiografia sul mondo antico con particolare riferimento all'età moderna e contemporanea. In questo campo, si è particolarmente interessato allo studio e alla critica della storia romana da parte di Montesquieu e Voltaire.
- Storia politica, sociale e culturale dell'Italia antica e tardoantica, con particolare riferimento al ruolo dell'aristocrazia senatoria di Roma e ai suoi contatti con l'aristocrazia di Costantinopoli nel periodo tra il IV e il VI secolo d.C. In questo ambito ha particolarmente approfondito il ruolo di Giovanni Lido come mediatore tra gli ambiti culturali di Roma e Costantinopoli nell'età di Anastasio e Giustiniano.
- Storia dei Vandali e del loro rapporto con l'impero romano d'Occidente e d'Oriente (Il secolo dei Vandali: storia di un'integrazione fallita, Palermo, 21 editore, 2020).
- Studi sulla sopravvivenza del paganesimo durante la cristianizzazione dell'impero, da Costantino a Giustiniano.
- Studi sul governo dell'impero romano nell'epoca di Claudio, di Domiziano e di Traiano, con particolare riferimento al rapporto tra potere centrale e ambiti periferici e alla difesa delle aree di frontiera (tra le principali pubblicazioni si ricorda la curatela: U. Roberto, G.D. Merola, L.C. Colella (a cura di), ‘Impero universale’, culture locali ed externae gentes. Prassi di governo, diplomazia e rappresentazione storiografica dell’Impero romano, Edipuglia 2023).

## Opere principali
- Ioannis Antiocheni Fragmenta ex Historia chronica, introduzione, edizione critica e traduzione a cura di Umberto Roberto, Texte und Untersuchungen zur Geschichte der altchristlichen Literatur 154, W. de Gruyter Verlag, Berlin-New York 2005.
- Iulius Africanus, Chronographiae. The Extant Fragments, ed. by M. Wallraff with U. Roberto and, for the Oriental Sources, Karl Pinggéra, translated by W. Adler, GCS, de Gruyter Verlag, Berlin-New York 2007.
- U. Roberto – Y. Rivière (a cura di), Roma e i barbari, Catalogo della Mostra di Palazzo Grassi, Milano 2008.
- Le Chronographiae di Sesto Giulio Africano: storiografia, politica e cristianesimo nell'età dei Severi, Soveria Mannelli, Rubbettino, 2011
- Roma capta: il sacco della città dai Galli ai Lanzichenecchi, Roma-Bari, Laterza, 2012
- Diocleziano, Roma, Salerno, 2014
- Il nemico indomabile: Roma contro i Germani, Roma-Bari, Laterza, 2018
- Il secolo dei Vandali: storia di un'integrazione fallita, Palermo, 21 editore, 2020
- Roma barbarica. Stranieri nel cuore dell’impero, Archeo. Monografie, Roma 2021.
- (a cura di), Marco Aurelio. L’ultimo periodo di pace, Milano 2022.